# Visconde de Ouguela
Visconde de Ouguela é um título nobiliárquico criado por D. Luís I de Portugal, por Decreto de 3 de Maio de 1868, em favor de Carlos Ramiro Coutinho, 3.º Barão de Barcelinhos.
Titulares
1. Carlos Ramiro Coutinho, 1.º Visconde de Ouguela, 3.º Barão de Barcelinhos.